# Trilogie Black Triad

La trilogie Black Triad est une série de films réalisée par Takashi Miike mettant en scène des yakuza. Les trois films constituent chacun une entité propre, n'étant liés en aucune manière, si ce n'est par le sujet abordé.
Films :
- Les Affranchis de Shinjuku (Shinjuku kuroshakai)
- Rainy Dog (Gokudô kuroshakai)
- Ley Lines (Nihon kuroshakai)